# Río España
El río España es un río costero del norte de España que discurre por el centro-oriente de la comunidad autónoma del Asturias. 

## Hidronimia
Toma su nombre de la playa en la que desemboca, playa de España, del verbo asturiano españar, literalmente «romper las olas contra las rocas», fenómeno muy habitual en esta playa debido a la presencia de riscos rocosos.

## Curso
Discurre por Asturias. El España nace en el Carbayón, Roces, en el concejo de Villaviciosa y desemboca en el Mar Cantábrico en la playa de España tras recorrer unos 14,6 km que atraviesan las poblaciones de Peón, Candanal, Arroes, Quintes y Villaverde.
Sus afluentes principales son los ríos Calderón y río Escorial.
Aparece descrito en el séptimo volumen del Diccionario geográfico-estadístico-histórico de España y sus posesiones de Ultramar de Pascual Madoz de la siguiente manera:

ESPAÑA: r. de la prov. de Oviedo, part. jud. de Villaviciosa; el cual nace en la felig. de Sta. Maria de Candanal á la falda del monte Osil en el sitio llamado Fontanines, sobre el l. de Rices; engrosado con las aguas de las fuentes Bermeja, San Fernando y San Pedro, baja á la felig. de Santiago de Peon, pasa por el Llantado, continúa hácia Arroes, y cruzando por entre Castiello y Quintes, va á desaguar en el mar cantábrico, despues de un curso de casi 2 leg. Unicamente en el indicado l. de Roces tiene un puente de piedra de un ojo, construido en 1804, el cual es sólido y se halla bien conservado. Sus aguas crian truchas y anguilas, dan impulso á algunos molinos harineros, y riego á diferentes trozos de labor.
(Madoz, 1847, pp. 557-558)

## Fauna
Según muestreos de pesca eléctrica acometidos entre los años 1997 y 2019, referencias bibliográficas y comunicaciones orales fidedignas, en el río España se han detectado especímenes de anguila.